# 백석초등학교 (충남)
백석초등학교는 대한민국 충청남도 논산시 연산면 백석리에 있는 공립 초등학교이다.

## 학교 연혁
- 1934년 5월 11일: 연산공립보통학교 부설 백석간이학교 개교(설립인가 3월 31일, 백석리 배양학원)
- 1949년 9월 30일: 백석국민학교 승격 인가
- 1982년 3월 5일: 병설유치원 개원
- 1996년 3월 1일: 백석초등학교로 개칭
- 2004년 4월 23일: 전자 디지털 도서관 개관
- 2005년 9월 8일: 과학실 현대화 시설
- 2007년 9월 8일:영어체험실 완공
- 2008년 2월 15일제9회졸업(총 졸업생 5,178명)
- 2008년 3월 1일:백석초등학교 6학급,병설유치원 1학급편성
- 2008년 9월 11일:TEE 선도학교 지정
- 2008년 11월 14일 :운동장 배수로공사
- 2009년 1월 7일:특수학급신설
- 2009년 1월 20일: 보육교실 및 영어실 구축
- 2009년 2월 28일:제60회 졸업식(졸업식배출 총 5,190명)
- 2009년 8월 20일:교실마루 및전기공사
- 2010년 2월 9일:제61회졸업(5,200명)
- 2010년 3월 1일:초등학교6학급(특수학급1포함),유치원1학급편성
- 2010년 7월 27일 가야금부 국

악 제21회 초등학생 음악 경연대회 은상
- 2011년 2월 18일:제62회 졸업(총5,213명)
- 2011년초등학교6학급(특수학급1포함),유치원1학급편성
- .2012년 2월 17일: 제63회졸업(총5,200명)
- 2012년 3월 1일: 초등학교6학급(특수학급1포함),유치원1학급편성
- 2013년 2월 14일:

제64회졸업(총 5,277명)
- 2013년 3월 1일 :초등학교5학

급(특수학급 1학급 포함) 유치원 1학급편성
- 2014년 2월 14일: 제65회

졸업(총 5,232명)
- 2014년 3월 1일 :초등학교5

학급(특수학급 1포함) 유치원 1학급 편성
- 2015년 2월14일: 제66회

졸업 (총 5,233명)
- 2015년 3월 1일: 초등학교7

학급 (특수학급 1편성) 유치원1학급편성
- 2016년 2월 24일: 제67회졸업(총 5,238명)
- 2016년 3월 1일: 초등학교

7학급 (특수학급 1편성) 유치원1학급편성

## 참고 자료
- 백석초등학교 - 한국교육학술정보원 학교알리미